# 1935 في المغرب
تحتوي هذه المقالة على أهم الأحداث التي شهدتها المغرب في 1935، إضافة إلى أهم الشخصيات المغربية المولودة والمتوفية في هذه السنة.

## الحكم
- السلطان: محمد الخامس
- الحكم للإدارة الفرنسية في المغرب الحماية الفرنسية على المغرب 1912 - 1956.

- منطقة شمال المغرب وقتها كانت تحت حكم إسبانيا.
- المغرب الحالي وقتها كان سلطنة وليس مملكةـ كان يحكمها سلطان وليس ملك. وكان البلد يُسمى بلاد مراكش وليس المغرب.

## مواليد
- ثريا السقاط، شاعرة وقاصة مغربية.
- أحمد اليبوري، أديب وناقد وأكاديمي مغربي.

## وصلات خارجية
- ا